# Bockhorn (Bajorország)
Bockhorn település Németországban, azon belül Bajorországban. Lakosainak száma 4216 fő (2023. december 31.).

## Népesség
A település népessége az elmúlt években az alábbi módon változott:
| Lakosok száma | 743  | 861  | 2337 | 3576 | 3659 | 3680 | 3803 | 4005 | 4134 | 4216 |
|               | 1875 | 1950 | 1970 | 2011 | 2013 | 2014 | 2016 | 2019 | 2021 | 2023 |